# ادوین ساوترن
 ادوین ساوترن (انگلیسی: Edwin Southern؛ زادهٔ ۷ ژوئن ۱۹۳۸) یک دانشمند در زمینه زیست‌شیمی اهل بریتانیا است.
وی همچنین برنده جوایزی همچون مدال پادشاهی شده‌است.